# درود بر اوکراین

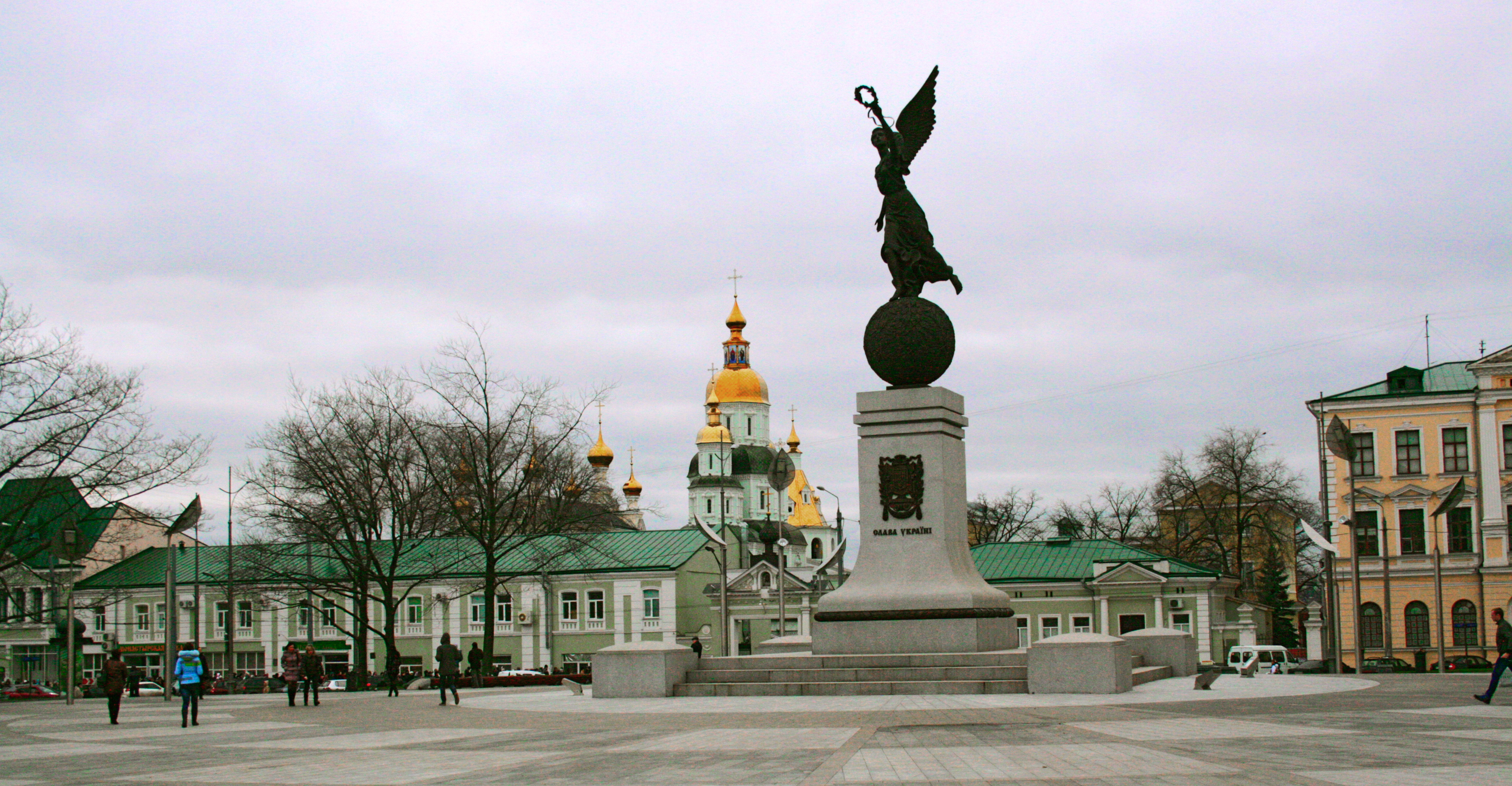
یادبود استقلال در خارکف

«درود بر اوکراین!» (اوکراینی: Слава Україні!، آوانگاری: Slava Ukraini!) یک سلام ملی اوکراینی است و معمولاً با پاسخ «درود بر قهرمانان!» (اوکراینی: Героям слава!، آوانگاری: Heroiam slava!) همراه می‌شود.
این عبارت اولین بار در اوایل قرن بیستم در انواع مختلفی استفاده شد و در طول جنگ استقلال اوکراین در سال‌های ۱۹۱۷ تا ۱۹۲۱ به محبوبیت بالایی بین اوکراینی‌ها رسید. در سال ۲۰۱۸، این عبارت به سلام رسمی نیروهای مسلح اوکراین تبدیل شد. در طول حمله ۲۰۲۲ روسیه به اوکراین، این سلام به شهرت جهانی رسیده و به عنوان یک نماد مقاومت شناخته می‌شود.

## تاریخچه

### منشأ
عبارت مشابهی («افتخار اوکراین») دست‌کم از زمان زندگی تاراس شوچنکو، نویسنده مشهور و میهن‌پرست اوکراینی، استفاده شده‌است. در شعر «به اسنوویاننکو» («До Основ'яненка»؛ ۱۸۴۰، در نسخه ۱۸۶۰)، شوچنکو می‌نویسد:
| « | فکر ما، سرود ما نخواهد مرد، از بین نخواهد رفت… آه آن‌جاست، ای مردم، افتخار ما، افتخار اوکراین! | » |

اولین استفاده از عبارت «درود بر اوکراین!»، که با پاسخ «افتخار در سرتاسر زمین!» (По всій землі слава) همراه بوده، به جامعه دانش‌آموزان اوکراینی در خارکف در اواخر قرن نوزدهم و اوایل قرن بیستم نسبت داده شده‌است.